# Albánský fotbalový pohár
Kupa e Shqipërisë je albánská fotbalová pohárová soutěž, která se hraje každoročně. Pořádá ji Albánská fotbalová federace – FSF (Federata Shqiptare e Futbollit).

## Vítězové
- 1938/1939:  KF Tirana (1. vítězství)
- 1939–1947: se nehrálo
- 1948:  KF Partizani (1)
- 1949:  KF Partizani (2)
- 1950:  KS Dinamo Tirana (1)
- 1951:  KS Dinamo Tirana (2)
- 1952:  KS Dinamo Tirana (3)
- 1953:  KS Dinamo Tirana (4)
- 1954:  KS Dinamo Tirana (5)
- 1955–1956: se nehrálo
- 1957:  KF Partizani (3)
- 1958:  KF Partizani (4)
- 1959: se nehrálo
- 1960:  KS Dinamo Tirana (6)
- 1961:  KF Partizani (5)
- 1962/1963:  KF Tirana (2)
- 1963/1964:  KF Partizani (6)
- 1964/1965:  KF Vllaznia (1)
- 1965/1966:  KF Partizani (7)
- 1966/1967: se nehrálo
- 1967/1968:  KF Partizani (8)
- 1968/1969: se nehrálo
- 1969/1970:  KF Partizani (9)
- 1970/1971:  KS Dinamo Tirana (7)
- 1971/1972:  KF Vllaznia (2)
- 1972/1973:  KF Partizani (10)
- 1973/1974:  KS Dinamo Tirana (8)
- 1974/1975:  KF Elbasani (1)
- 1975/1976:  KF Tirana (3)
- 1976/1977:  KF Tirana (4)
- 1977/1978:  KS Dinamo Tirana (9)
- 1978/1979:  KF Vllaznia (3)
- 1979/1980:  KF Partizani (11)
- 1980/1981:  KF Vllaznia (4)
- 1981/1982:  KS Dinamo Tirana (10)
- 1982/1983:  KF Tirana (5)
- 1983/1984:  KF Tirana (6)
- 1984/1985:  KS Flamurtari Vlora (1)
- 1985/1986:  KF Tirana (7)
- 1986/1987:  KF Vllaznia (5)
- 1987/1988:  KS Flamurtari Vlora (2)
- 1988/1989:  KS Dinamo Tirana (11)
- 1989/1990:  KS Dinamo Tirana (12)
- 1990/1991:  KF Partizani (12)
- 1991/1992:  KF Elbasani (2)
- 1992/1993:  KF Partizani (13)
- 1993/1994:  KF Tirana (8)
- 1994/1995:  KS Teuta Durrës (1)
- 1995/1996:  KF Tirana (9)
- 1996/1997:  KF Partizani (14)
- 1997/1998:  KF Apolonia Fier (1)
- 1998/1999:  KF Tirana (10)
- 1999/2000:  KS Teuta Durrës (2)
- 2000/2001:  KF Tirana (11)
- 2001/2002:  KF Tirana (12)
- 2002/2003:  KS Dinamo Tirana (13)
- 2003/2004:  KF Partizani (15)
- 2004/2005:  KS Teuta Durrës (3)
- 2005/2006:  KF Tirana (13)
- 2006/2007:  KS Besa Kavajë (1)
- 2007/2008:  KF Vllaznia (6)
- 2008/2009:  KS Flamurtari Vlora (3)
- 2009/2010:  KS Besa Kavajë (2)
- 2010/2011:  KF Tirana (14)
- 2011/2012:  KF Tirana (15)
- 2012/2013:  KF Laçi (1)
- 2013/2014:  KS Flamurtari Vlora (4)
- 2014/2015:  KF Laçi (2)
- 2015/2016:  FK Kukësi (1)
- 2016/2017:  KF Tirana (16)
- 2017/2018:  KF Skënderbeu (1)
- 2018/2019:  FK Kukësi (2)
- 2019/2020:  KS Teuta Durrës (4)
- 2020/2021:  KF Vllaznia (7)
- 2021/2022:  KF Vllaznia (8)
- 2022/2023:  KF Egnatia (1)
- 2023/2024:  KF Egnatia (2)[1]

## Celková statistika
Zdroj: 
| Klub                | Vítězné finále | Vítězné sezony |
| KF Tirana           | 16             | 1938/1939, 1962/1963, 1975/1976, 1976/1977, 1982/1983, 1983/1984, 1985/1986, 1993/1994, 1995/1996, 1998/1999, 2000/2001, 2001/2002, 2005/2006, 2010/2011, 2011/2012, 2016/2017 |
| KF Partizani        | 15             | 1948, 1949, 1957, 1958, 1961, 1963/1964, 1965/1966, 1967/1968, 1969/1970, 1972/1973, 1979/1980, 1990/1991, 1992/1993, 1996/1997, 2003/2004,                                    |
| KS Dinamo Tirana    | 13             | 1950, 1951, 1952, 1953, 1954, 1960, 1970/1971, 1973/1974, 1977/1978, 1981/1982, 1988/1989, 1989/1990, 2002/2003                                                                |
| KF Vllaznia         | 8              | 1964/1965, 1971/1972, 1978/1979, 1980/1981, 1986/1987, 2007/2008, 2020/2021, 2021/2022                                                                                         |
| KS Flamurtari Vlora | 4              | 1984/1985, 1987/1988, 2008/2009, 2013/2014 |
| KS Teuta Durrës     | 4              | 1994/1995, 1999/2000, 2004/2005, 2019/2020 |
| KF Elbasani         | 2              | 1974/1975, 1991/1992 |
| KS Besa Kavajë      | 2              | 2006/2007, 2009/2010 |
| KF Laçi             | 2              | 2012/2013, 2014/2015 |
| FK Kukësi           | 2              | 2015/2016, 2018/2019 |
| KF Egnatia          | 1              | 2022/2023,2023/2024 |
| KF Apolonia Fier    | 1              | 1997/1998 |
| KF Skënderbeu       | 1              | 2017/2018 |